# Crematogaster vitalisi
Crematogaster vitalisi är en myrart som beskrevs av Menozzi 1925. Crematogaster vitalisi ingår i släktet Crematogaster och familjen myror. Inga underarter finns listade i Catalogue of Life.